# 田野平安行
田野平 安行（たのひら やすゆき、1978年8月31日 - ）は、北海道函館市出身の元ハンドボール選手。

## 来歴
函館大学付属有斗高校時代は、選抜・選手権・国体に出場した。
高校卒業後は大崎オーソルへ入団し、2000年に引退した。
引退後は立教大学へ進学した。
2017年6月、函館にパーソナルトレーニング専門ジムを設立し、代表を務めている。